# Dakota Johnsonová

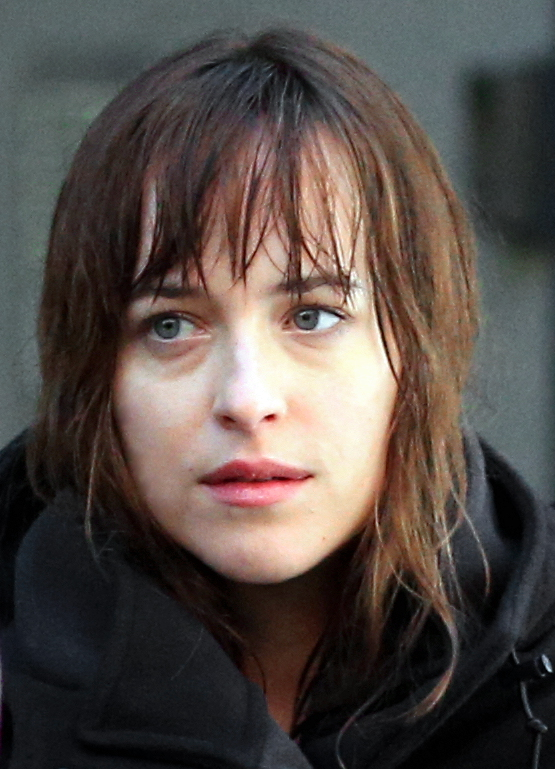
Během vancouverského natáčení Padesáti odstínů šedi, 2014

Dakota Johnsonová, rodným jménem Dakota Mayi Johnson, (* 4. října 1989 Austin, Texas) je americká herečka a modelka, která se narodila do herecké rodiny Melanii Griffithové a Donu Johnsonovi. Její babička Tippi Hedrenová je také herečka.
Na filmovém plátně debutovala v roce 1999 komediálním dramatem Léto v Alabamě. Známou se stala titulní postavou Anastasie Steeleové ve filmové sérii Padesát odstínů (2015–2018). Za výkon v první adaptaci trilogie bestsellerů E. L. Jamesové, Padesát odstínů šedi, obdržela Zlatou malinu za nejhorší ženský herecký výkon v hlavní roli. Vedlejší role si zahrála ve snímcích Sociální síť (2010), Netvor (2011), 21 Jump Street (2012) či Need for Speed (2014).

## Životopis
Dakota Johnsonová se narodila v texasském Austinu jako nejstarší potomek hereckého páru Melanie Griffithovové a Dona Johnsona. Dědem z matčiny strany je Peter Griffith a babičkou herečka Tippi Hedrenová, oceněná Zlatým glóbem. Tetami jsou herečka Tracy Griffithová a výtvarnice Clay A. Griffithová. Jejím nevlastním otcem se stal herec Antonio Banderas. Má šest nevlastních sourozenců; čtyři ze strany svého otce a dva ze strany matky.
V mládí navštěvovala základní školu v Aspenu. Později studovala Santa Catalina School v kalifornském Monterey. V dětství se věnovala tanci. O modeling se začala zajímat již ve věku dvanácti let, při focení s dětmi jiných celebrit pro TeenVogue.
Po absolvování vysoké školy podepsala smlouvu s William Morris Agency a zahájila tak hereckou kariéru. Prorazila také ve světě modelingu. V roce 2006 podepsala smlouvu s modelingovou agenturou IMG Models. Od roku 2008 předváděla oděvy pro firmy Mango, Wish, sluneční brýle Oliver Peoples nebo legíny japonského módního řetězce Uniqlo.
Celosvětově známou se stala účinkováním v hlavní roli trojdílné, eroticko-romantické filmové série Padesát odstínů, složené z filmů: Padesát odstínů šedi (2015), Padesát odstínů temnoty (2017) a Padesát odstínů svobody (2018). Ačkoliv byly filmy kritikou přijaty spíše negativně, u diváků získaly převážně pozitivní ohlas a vydělaly celkem 1,32 miliardy dolarů.

## Osobní život
Partnerský vztah udržovala s hercem Jordanem Mastersonem. V roce 2014 se stal jejím přítelem zpěvák Matthew Hitt, člen velšské indie-rockové skupiny Drowners. Přerušovaný vztah skončil v červnu 2016. Od roku 2017 byl jejím přítelem britský zpěvák a frontman skupiny Coldplay Chris Martin. Podle některých zpráv se v červnu 2019 rozešli, podle jiných jsou spolu k říjnu 2019 (kdy Johnsonová oslavila své 30. narozeniny) stále. K únoru roku 2021 spolu žili v kalifornském Malibu.

## Filmografie

### Film
| Rok  | Název                     | Role                   | Poznámky |
| ---- | ------------------------- | ---------------------- | --- |
| 1999 | Léto v Alabamě            | Sondra                 | |
| 2010 | Sociální síť              | Amelia Ritter          | Hollywood Film Award v kategorii nejlepší obsazení roku Mezinárodní filmový festival v Palm Springs – ocenění v kategorii nejlepší obsazení Phoenix Film Critics Soceity Awards v kategorii nejlepší obsazení nominace – Central Ohio Film Critics Association Awards v kategorii nejlepší obsazení nominace – San Diego Film Critics Society Awards v kategorii nejlepší obsazení nominace – Washington D.C. Area Film Critics Association Awards v kategorii nejlepší obsazení                                                                                                |
| 2011 | Netvor                    | Sloan Hagen            | |
| 2012 | Pro Ellen                 | Cindy Taylor           | |
| 2012 | Goats                     | Minnie                 | |
| 2012 | 21 Jump Street            | Fugazy                 | |
| 2012 | Zásnuby na dobu neurčitou | Audrey                 | |
| 2013 | Theo                      | Chloe                  | |
| 2014 | Kámoš na pořád            | Em                     | |
| 2014 | Need for Speed            | Anita                  | |
| 2015 | Padesát odstínů šedi      | Anastasia „Ana“ Steele | Zlatá malina v kategorii Nejhorší herečka a nejhorší filmová dvojice nominace – Alliace of Women Film Journalists EDA Awards v kategorii herečka, která nutně potřebuje nového agenta Nominace – People's Choice Award v kategorii Nejlepší herečka v dramatickém filmu Nominace – Filmová cena Britské akademie v kategorii Stoupající hvězda Nominace – MTV Movie Award v kategorii Průlomové vystoupení Nominace – MTV Movie Award v kategorii Nejlepší polibek (s Jamie Dornanem) Nominace – Women Film Critics Circle Awards v kategorii nejhorší vyobrazení ženy ve filmu |
| 2015 | Cymbeline                 | Imogen (Cymbeline)     | |
| 2015 | Chloe and Theo            | Chloe                  | |
| 2015 | Black Mass: Špinavá hra   | Lindsey Cyr            | Nominace – Filmová cena Britské akademie v kategorii stoupající hvězda |
| 2015 | Oslnění sluncem           | Penelope Lannier       | |
| 2015 | Just a Minute             | Willa                  | krátkometrážní |
| 2015 | Vale                      | Rachel                 | krátkometrážní |
| 2016 | Jak přežít single         | Alice Kepley           | |
| 2017 | Padesát odstínů temnoty   | Anastasia „Ana“ Steele | nominace – Alliace of Women Film Journalists EDA Awards v kategorii herečka, která nutně potřebuje nového agenta nominace – Zlatá malina v kategorii nejhorší herečka |
| 2018 | Padesát odstínů svobody   | Anastasia „Ana“ Steele | nominace – Alliace of Women Film Journalists EDA Awards v kategorii herečka, která nutně potřebuje nového agenta |
| 2018 | Suspiria                  | Susie Bannionová       | Film Independent Spirit Awards v kategorii cena Roberta Altmana |
| 2018 | Zlý časy v El Royale      | Emily Summerspringová  | |
| 2019 | Rány                      | Carrie                 | |
| 2019 | Burákový sokol            | Eleanor                | |
| 2019 | The Friend                | Nicole Teague          | |
| 2020 | The Nowhere Inn           | Dakota                 | |
| 2020 | Kalifornský sen           | Maggie Sherwoode       | |
| 2021 | Temná dcera               | Nina                   | |
| 2022 | Pýcha a přemlouvání       | Anne Elliot            | |
| 2022 | Am I OK?                  | Lucy                   | také producentka |
| 2022 | Cha Cha Real Smooth       | Domino                 | také producentka |
| 2023 | Tatík                     | Girlie                 | |
| 2024 | Madame Web                | Cassandra              | |
| 2025 | Splitsville               | Julie                  | |
| 2025 | Dokonalá shoda            | Lucy                   | |

### Televize
| Rok     | Název               | Role        | Poznámky                             |
| ------- | ------------------- | ----------- | ------------------------------------ |
| 2012–13 | Ben a Kate          | Kate Fox    | hlavní role, 16 dílů                 |
| 2013    | Kancl               | Dakota      | díl: „Finale“                        |
| 2015    | Saturday Night Live | moderátorka | díl: „Dakota Johnson/Alabama Shakes“ |

### jako režisérka a producentka
| Rok  | Název skladby | Umělec   | Poznámky                       |
| ---- | ------------- | -------- | ------------------------------ |
| 2020 | „Cry Cry Cry“ | Coldplay | spolu-režírovala s Cory Bailey |